# Nam Yang
Nam Yang là một xã thuộc huyện Đak Đoa, tỉnh Gia Lai, Việt Nam.

## Địa lý
Xã Nam Yang có diện tích 15,59 km², dân số năm 1999 là 5.277 người, mật độ dân số đạt 338 người/km².

## Lịch sử
Xã Nam Yang trước năm 1975 gọi là xã Lệ Chí.
Lệ Chí, Lệ Cần là những địa danh được người dân Pleiku biết đến nhiều, gắn với đặc sản mang tên khoai lang Lệ Cần, khoai lang Lệ Chí (lang bí). Đây là những địa danh được hình thành khá sớm ở Gia Lai.
Từ năm 1957 đến năm 1962, thực hiện chính sách dinh điền, chính quyền Ngô Đình Diệm (Việt Nam Cộng hòa) đã di dân từ đồng bằng ven biển miền Trung lên lập nhiều dinh điền ở các tỉnh Tây Nguyên. Trên địa bàn quận Lê Trung nay thuộc huyện Đak Đoa, có 2 địa điểm dinh điền được hình thành trong giai đoạn này, đó là dinh điền Lệ Chí và dinh điền Lệ Cần.
Lệ Chí cũng là một địa điểm dinh điền được thành lập ngày 3 tháng 11 năm 1957 với tên gọi địa điểm dinh điền Plei Piơm 2. Dân số ở thời điểm đó là 2.602 người, do chính quyền Sài Gòn đưa từ Quảng Nam lên. Ngoài ra, còn có một tên khác ít người biết hơn là xã Kỳ Bình do ghép từ Tam Kỳ và Thăng Bình là hai địa phương thuộc Quảng Nam có dân đi di dân vào xã Lệ Chí.
Ngày 20 tháng 2 năm 1959, theo Sắc lệnh số 36A-TTP của Tổng thống Việt Nam Cộng hòa, các địa điểm dinh điền lập năm 1957 được chuyển thành xã. Lệ Chí từ đây là một xã thuộc quận Lệ Trung, tỉnh Pleiku. 
Đến năm 1964, xã Lệ Chí có 2.539 nhân khẩu, thuộc quận Lệ Trung, tỉnh Pleiku. 
Ngày nay, bộ phận dân cư này thuộc xã Nam Yang.
Sau năm 1975, trên cơ sở xã Lệ Chí cũ, xã Nam Yang được thành lập thuộc huyện Mang Yang và nay là một xã của huyện Đak Đoa. Theo giải thích của những người dân địa phương, tên của xã được đặt là Nam Yang vì phần đông dân số ban đầu của xã là những người Kinh, từ Quảng Nam lên sinh sống ở huyện Mang Yang, điều này chưa được kiểm chứng.
Xã Nam Yang có nhiều lần biến động dân số. Gian đoạn mới thành lập do lạ nước, thiếu kinh nghiêm sản xuất và một số nguyên nhân khác nhiều gia đinh đã quay về lại Quảng Nam, một số đến Pleiku (Biển Hồ, Trà Đa, Cầu số 3,...) để sinh sóng. 
Giai đoạn này vườn hoang rất nhiều, có nhiều khu vực chiếm đến 80%. 
Sau năm 1975 một số gia đình trở lại. Đất thổ cư thời Dinh Điền dần được sử dụng hết, dân cư phát triển ra vùng đất nông nghiệp giáp ranh. Ngoài ra còn có nhiều hộ gia đình đến lập nghiệp sau năm 1975.
Hình thành từ năm 1957, trải qua 60 năm hình thành và phát triển, đến nay, Lệ Chí vẫn là những vùng đất mang nét văn hóa đặc trưng của người Quảng Nam trên quê hương mới.

## Xã hội
Trước 1975, Nam Yang chỉ có Trường tiểu học. Hiện nay đã có Trường Trung học cơ sở và Trung học phổ thông. Nhờ vậy, trình độ dân trí ngày càng được nâng cao. Số học sinh trung học cơ sở đầu tiên của xã hiện đang đóng góp nhiều cho địa phương và nhiều nơi khác. Một số diễn hình là anh Huỳnh Mau - Giám đốc điều hành Công ty CP bóng đá Hoàng Anh Gia Lai, anh Trần Ngọc Bình - Giám đốc một Công ty thuộc Tổng công ty 16, anh Nguyễn Tú Chương - Giám đốc 1 Trung tâm thuộc Sở Tài nguyên và môi trường tỉnh Kon Tum, anh Trần Đình Thịnh - Chủ tịch công đoàn Bưu điện Kon Tum (đã nghỉ hưu).
Các thầy, cô giảng dạy tại Nam Yang sau năm 1975 vẫn thường xuyên quay lại đất xưa với nhiều tự hào và cũng lắm ngỡ ngàng.